# Дуња Стојановић
Дуња Стојановић (Чикаго, 15. мај 1994) српска је глумица.

## Биографија
После десет година проведених у родном Чикагу, у Србији је завршила основну и средњу, као и нижу музичку школу. Победила је у казивању поезије на четвртим по реду Данима Данила Лазовића у Прибоју 2016. године. На Факултету драмских уметности у Београду дипломирала је у класи професорке Биљане Машић.
После успешног кастинга за улогу у Београдском драмском позоришту, ту је почела да игра као хонорарна сарадница. Прву насловну позоришну улогу добила је у представи Антигона.
Једну од главних улога добила је у трећој и четвртој сезони серије Авионџије.
Од 2023. године примљена је у стални ансамбл матичне куће.

## Улоге

### Позоришне представе
| Наслов                    | Улога                               | Редитељ            | Позориште                    | Премијера         |
| ------------------------- | ----------------------------------- | ------------------ | ---------------------------- | ----------------- |
| Кад су цветале тикве      | (није била део премијерне поставке) | Бобан Скерлић      | Београдско драмско позориште | 24. мај 2014.     |
| Све ће то народ позлатити |                                     | Михаило Лаптошевић | Позориште Славија            | 27. октобар 2019. |
| Лилиом                    | Мари                                | Ана Томовић        | Београдско драмско позориште | 1. децембар 2019. |
| Ружни, прљави, зли        | Дора                                | Ленка Удовички     | Београдско драмско позориште | 8. октобар 2020.  |
| Није то то                |                                     | Тони Јанежич       | Београдско драмско позориште | 17. октобар 2020. |
| Тихо тече Мисисипи        |                                     | Ивица Буљан        | Београдско драмско позориште | 6. април 2021.    |
| Baal                      | Луиза                               | Дијего де Бреа     | Београдско драмско позориште | 15. април 2021.   |
| У раљама живота           | Маријана                            | Андреј Носов       | Београдско драмско позориште | 23. октобар 2021. |
| Антигона                  | Антигона                            | Дијего де Бреа     | Београдско драмско позориште | 15. април 2021.   |
| Божанствена комедија      |                                     | Франк Касторф      | Београдско драмско позориште | 29. октобар 2022. |

### Филмографија
|                   | 2010▼ | 2020▼ | Укупно |
| ----------------- | ----- | ----- | ------ |
| Дугометражни филм | 0     | 1     | 1      |
| ТВ филм           | 0     | 0     | 0      |
| ТВ серија         | 1     | 8     | 9      |
| Кратки филм       | 2     | 0     | 2      |
| Укупно            | 3     | 9     | 12     |

| Год.    | Назив                                   | Улога         |
| ------- | --------------------------------------- | ------------- |
| 2010-е▲ |                                         |               |
| 2018.   | Ургентни центар (серија)                | Ања           |
| 2019.   | Housekeeping (кратки филм)              | Анђелика      |
| 2019.   | Execution (кратки филм)                 | Александра    |
| 2020-е▲ |                                         |               |
| 2020.   | Име народа                              | Девојка 2     |
| 2021.   | Име народа (серија)                     | Девојка 2     |
| 2021.   | Радио Милева (серија)                   | Биљана Костур |
| 2022.   | Авионџије (серија)                      | Барбара Ковач |
| 2022.   | Miss Scarlet and The Duke (en) (серија) | Бетси         |
| 2023.   | Камионџије д. о. о. (серија)            | Наталија      |
| 2023.   | Први Сервис (серија)                    | Милена        |
| 2023.   | Државни посао (серија)                  | Бојана Бобић  |
| 2023.   | Фруст (серија)                          | Ајна          |

### Гласовне улоге
| Година | Назив                                      | Улога |
| ------ | ------------------------------------------ | ----- |
| 2019.  | Прича о Мики мраву (кратки анимирани филм) | Мика  |
| 2020.  | Desperados III (en) (видео-игра)           |       |

### Спотови
- Still Running — Citizen X (2023)[24]

## Награде и признања
| Година | Остварење | Награда                                                               |
| ------ | --------- | --------------------------------------------------------------------- |
| 2016.  |           | Награда за најбоље казивање поезије на фестивалу Дани Данила Лазовића |